# Hypsicorypha gracilis
Hypsicorypha gracilis är en bönsyrseart som beskrevs av Hermann Burmeister 1838. Hypsicorypha gracilis ingår i släktet Hypsicorypha och familjen Empusidae. Inga underarter finns listade i Catalogue of Life.